# カナダロイヤル銀行

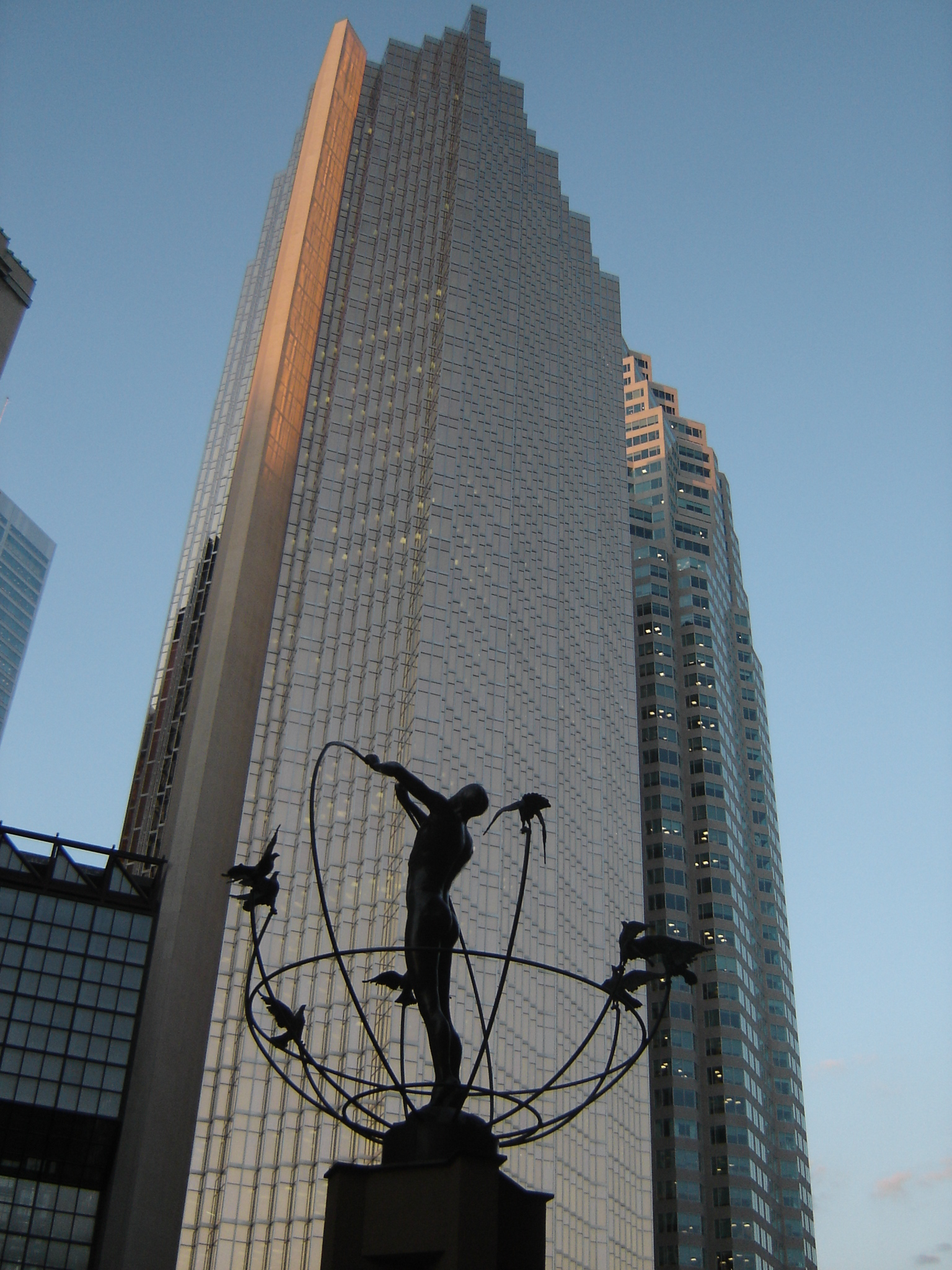
ロイヤル・バンク・プラザ

カナダロイヤル銀行（カナダロイヤルぎんこう、英語：Royal Bank of Canada、フランス語：Banque Royale du Canada、略称：RBC、TSX：RY、NYSE：RY）は、モントリオールとトロントに本社を置く世界有数の金融グループの一つである。カナダ国内に1,400以上の支店を持ち、世界34カ国以上で7万人以上の従業員を持つメガバンクであり、カナダ五大銀行の一角を占めている。
マスターブランドは略称の「RBC」が使われており、事業単位名にはすべてRBCが付けられている。その代表例として「RBCフィナンシャル・グループ」がよく知られている。本社はモントリオールだが、現在の本社機能はトロントのロイヤル・バンク・プラザに置かれている。
日本においては、1981年（昭和56年）に東京支店開設。現在、東京・赤坂にカナダロイヤル銀行東京支店、ならびにRBCキャピタルマーケッツ証券東京支店の拠点が置かれている。

## 沿革
- 1864年：ハリファックスで「マーチャンツ・バンク（Merchants Bank）」として創業。
- 1869年：連邦営業業務認可
- 1882年：バミューダ支店開設
- 1899年：ニューヨーク支店及びハバナ支店開設
- 1901年：「カナダロイヤル銀行（ロイヤル・バンク・オブ・カナダ）」に行名変更
- 1903年：キューバのバンコ・デ・オリエンテ・デ・サンチアゴを買収。
- 1907年：モントリオールに本社を移動。プエルトリコのサンフアン支店開設。
- 1909年：バハマのナッソー支店開設。
- 1910年：ユニオンバンク・オブ・ハリファックスと合併。ロンドン支店、トリニダード島支店開設。
- 1911年：ジャマイカとバルバドスに支店開設。
- 1912年：トレーダーズ・バンク・オブ・カナダと合併。英領ホンジュラスとドミニカ共和国に支店開設。
- 1913年：グレナダに支店開設。
- 1914年：英領ギアナに支店開設。
- 1915年：コスタリカ、アンティグア、ドミニカ国、セントクリストファー島に支店開設。
- 1916年：ベネズエラに支店開設。
- 1917年：ケベック銀行と合併。ネイビス島、モントセラト、トバゴ島に支店開設。
- 1918年：ノーザン・クラウン銀行と合併。バルセロナ支店開設。ウラジオストックにも支店開設するが1年以内に閉鎖。
- 1919年：ブラジル、アルゼンチン、ウルグアイ、パリ、マルティニーク、グアドループ、ハイチのポルトープランスに支店開設。
- 1920年：コロンビア、セントルシアに支店開設。
- 1925年：ユニオンバンク・オブ・カナダと合併。ペルーに支店開設。アメリカ所有の中南米銀行を買収。
- 1960年：キューバでの銀行業務をカストロ政権に売却。
- 1981年：東京支店開設。
- 1985年：カリブ海地域での業務撤退を開始。
- 1993年：ロイヤル・トラストと合併。
- 1996年：RBCキャピタルマーケッツ証券会社　東京支店を開設。
- 2001年：アメリカのノースカロライナ州にあるセンチュラ銀行を買収し、「RBCセンチュラ」としてアメリカ南東部で広く銀行業務を運営。
- 2006年：北京に支店を開設。

## 経営陣
CEO：デイビッド・マケイ
取締役会：アンドリュー・A・チスホルム、ジャサント・コート、トス・N・ダルヴァラ、デビッド・F・デニスン、ジェフリー・W・ヤブキ他。

## スポーツへの協賛
- 1947年よりカナダオリンピック委員会のスポンサーとなっている。またそのほかにも、主にフリースタイル・スキー、アイスホッケー、スノーボードなど冬季スポーツを中心としたカナダ国内のアマチュアスポーツの協会のスポンサーをしている。
- ゴルフではRBCヘリテージ、カナディアン・オープン (ゴルフ)のタイトルスポンサーとして参加している。
- 2010年開催のバンクーバーオリンピックのローカルスポンサーとなった。